# Corbeau calédonien
Corvus moneduloides
Espèce
Statut de conservation UICN

 LC  : Préoccupation mineure
Le Corbeau calédonien ou Corbeau de Nouvelle-Calédonie (Corvus moneduloides) est une espèce de passereaux de la famille des Corvidae. Originaire de Nouvelle-Calédonie, c'est l'un des animaux (avec la loutre et des primates) connus pour fabriquer et utiliser des outils.

## Alimentation
Une équipe britannique du département de zoologie de l’université d’Oxford dirigée par Christian Rutz a fixé de mini-caméras (14 g) sur des corbeaux de Nouvelle-Calédonie pour mieux étudier leur comportement. On voit sur les images enregistrées la dégustation d’escargots, la chasse aux petits lézards et la longue quête de nourriture au sol. Il est particulièrement friand des sauterelles de cocotier. L’utilisation d’outils a clairement été visualisée. Entre autres engins de cueillette, les corbeaux de Nouvelle-Calédonie se confectionnent des pics pointus pour déloger des larves de cérambycidés qui se cachent dans les interstices du bancoulier (Aleurites moluccana).

## Fabrication d'outils
Les corbeaux calédoniens sont capables de fabriquer des crochets en bois leur servant à récupérer de la nourriture. Pour ce faire, ils choisissent de préférence une plante qui peut être définitivement déformée comme Desmanthus virgatus, puis ils en détachent une brindille et en taillent la base pour lui donner une forme nettement arrondie. Ceci fait, ils accentuent parfois la courbure de l'extrémité incurvée en la pliant. Cette torsion peut être effectuée en maintenant l'outil sous une patte et en tirant dessus avec le bec, ou en appuyant l'outil sur une surface dure, ou encore en coinçant l'extrémité fonctionnelle dans un trou et en tirant latéralement sur l'autre. Ils sont capables de rectifier la forme de l'outil a posteriori, si celui-ci se révèle peu efficace durant la tâche à effectuer, ce qui montre que la fabrication dépend de leurs besoins.
Les expérimentateurs ont pu vérifier que la forme arrondie du crochet en bois est essentielle pour ces oiseaux. En effet, lorsqu'ils leur présentaient des outils qui sont droits à une extrémité et courbée à l'autre, les corbeaux calédoniens choisissaient systématiquement l'extrémité courbée. Une hypothèse expliquant cette préférence est que les crochets sont mieux centrés dans leur champ de vision que les brindilles droites ; elles leur sont donc plus ergonomiques.